# Taverniera diffusa
Taverniera diffusa là một loài thực vật có hoa trong họ Đậu. Loài này được (Cambess.) Thulin miêu tả khoa học đầu tiên.